# Salix arbusculoides
Salix arbusculoides — вид квіткових рослин із родини вербових (Salicaceae).

## Морфологічна характеристика
Це дерево 4–20 метрів заввишки. Гілки сіро-бурі до червоно-бурих, голі; гілочки червоно-бурі, голі чи запушені. Листки ніжки 3–11 мм; найбільша листкова пластина дуже вузькоеліптична до еліптичної, 38–78 × 7–18 мм, краї злегка закручені, зубчасті, верхівка загострена, гостра чи опукла, абаксіальна (низ) поверхня тьмяна, є від рідких до густих, довго-шовковисті волоски, абаксіально сильно чи злегка блискуча, гола; молода пластинка жовтувато-зелена, дуже щільно довгасто-шовковиста абаксіально, волоски білі, іноді також залозисті. Цей вид є дводомним, чоловічі та жіночі сережки є на окремих особинах. Квіти запилюються комахами, особливо бджолами. Коробочка 4–6 мм. 2n = 38.

## Середовище проживання
Канада (Квебек, Онтаріо, Нунавут, Північно-Західні території, Манітоба, Британська Колумбія, Альберта, Саскачеван, Юкон) й США (Аляска). Населяє окрайці струмків, береги озер, відкриті ялинники, лісові болота, осокові болота, узлісся альпійської та арктичної тундри; 0–2000 метрів.

## Використання
Виростаючи в суворих і важких умовах, як і багато верб (їх можна зустріти в межах полярного кола, в горах і навіть у пустелі), види Salix часто використовувалися як джерело їжі в надзвичайних ситуаціях. Вони справді часто є улюбленим джерелом їжі для птахів і ссавців, і, хоча небагато видів претендують на кулінарну досконалість для людей, молоді пагони та внутрішня кора їстівні як сирі, так і варені. Хоча немає конкретної інформації щодо цього виду, але внутрішню кору можна їсти свіжою або її можна висушити, подрібнити в порошок, а потім додати до борошна для приготування хліба тощо. Вона має дуже гіркий смак, молоді пагони також дещо гіркі та не дуже апетитні.
Кора, гілки, листя, листові бруньки та квіткові бруньки всіх видів Salix містять фенольні глікозиди, зокрема саліцин і салікортин. Сучасна медицина використовувала саліцин як шлях до виробництва звичайного болезаспокійливого аспірину.
Рослина корисна для стабілізації берегів річок і забезпечення контролю ерозії на сильно порушених ділянках.
Гнучкі стебла використовували для виготовлення кошиків, древка для стріл, черпаків і пасток для риби. З деревини цих верб вирізають тростини, ліхтарні стовпи, меблі та підсвічники. Однак невеликі розміри цієї породи роблять її непридатною для заготівлі деревини.
Деревина оцінюється як паливо. 